# GLUT1

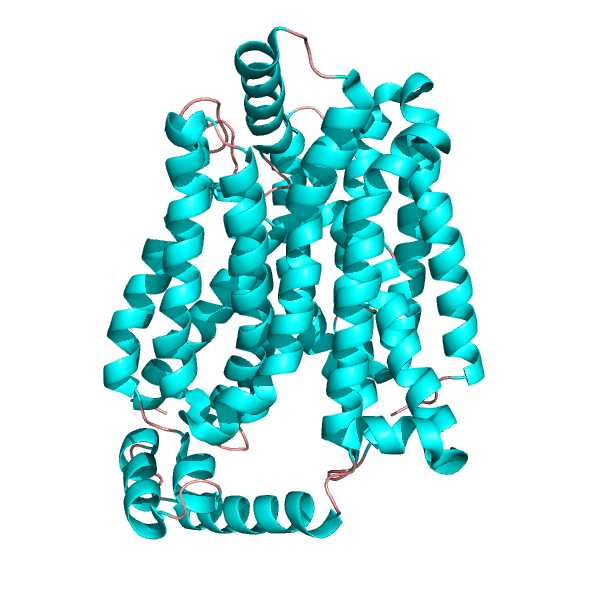
Représentation 3D du transporteur de glucose humain GLUT1

GLUT1 est un transporteur de glucose (GLUT) de classe I associé à la membrane plasmique de certaines cellules de l'organisme. Le transporteur GLUT1 comme tous les GLUT associés sont des transporteurs de type uniport[réf. nécessaire].

## Présentation
Chez l'être humain, il est codé par le gène SLC2A1, situé sur le bras court du chromosome 1. Il s'agit du premier transporteur de glucose à avoir été déterminé. On notera d'ailleurs que l'être humain possède un GLUT1 semblable à 98 % avec les souris. Comparé aux autres GLUT de classe I (2,3,4), il y a 40 % de similitude.
GLUT1 possède une forte affinité pour le glucose, mais il permet également le transport de l'eau, du galactose et de l'acide déshydroascorbique.
Le GLUT1 est associé aux membranes plasmiques des globules rouges et des cellules de l'endothélium de la BHE (barrière hémato-encéphalique).